# Mark Janse
Mark Janse (* 31. August 1959 in Sas van Gent, Niederlande) ist ein niederländischer, sprachwissenschaftlich ausgerichteter Gräzist und Neogräzist.

## Leben
Janse studierte Klassische Philologie, Judaistik und Linguistik an der Universität Gent. Von 1982 bis 2004 war er Herausgeber der Linguistic Bibliography, von 2004 bis 2008 Professor für Linguistik und Klassische Philologie an der Roosevelt Academy und Direktor des Department of Arts and Humanities, eines internationalen Honours College der Universität Utrecht. Seit 2008 ist er Professor für Sprachwissenschaft an der Universität Gent. Gastprofessuren führten ihn an verschiedene Universitäten: Universität Gent (1996–2004), Universität von Amsterdam (2003), Ohio State University (2004) und die Universität Patras (2006–2009). Er ist zudem Research Associate am ESRC Centre for Research on Bilingualism an der Bangor University (seit 2008) und Senior Visiting Scholar der Alexander-Onassis-Stiftung (2011) und korrespondierendes Mitglied weiterer griechischer Organismen (Centre for Asia Minor Studies, Pan-Hellenic Union of Cappadocian Societies). 2023 wurde Janse zum Mitglied der Academia Europaea gewählt.

## Forschungsschwerpunkte
Forschungsschwerpunkte sind die altgriechische Sprache, die epische Kunstsprache und Metrik, und die neugriechischen Varietäten in Kleinasien, das Kappadokische und das Pontische Griechisch. Im Juni 2005 konnte Janse zusammen mit Dimitris Papazachariou von der Universität Patras native speakers des Kappadokischen in der Türkei ausfindig machen, einer griechisch-türkischen Mischsprache, von der man meinte, sie sei schon in den 1960er Jahren ausgestorben. In diesem Zusammenhang arbeitet Janse auch zur türkischen Sprachwissenschaft. In theoretischer Hinsicht beschäftigt er sich mit Sprachwandel, Sprachtypologie, Sprachkontakt und Sprachtod in Antike und Gegenwart.